# Список музеев Брестской области
На территории Брестской области насчитывается более 750 историко-культурных памятников, в том числе 21 государственный музей (по состоянию на 2013 год). Два музея: Мемориальный комплекс «Брестская крепость-герой» и Каменецкая башня — отнесены к высшей («нулевой») категории ценности. Западное Полесье, к которому относится область, является регионом, где лучше всего сохранились традиции белорусского народа. Они формировались под влиянием факторов, обусловленных географическим положением территории, и являются предметом туристического интереса. Культурное наследие рассматривается руководством области и учёными как важный экономический ресурс.

## Список музеев Брестской области
- Барановичский краеведческий музей[2][4]
  - Выставочный зал Барановичского краеведческого музея[4]
- Берёзовский историко-краеведческий музей[2][4]
  - Галерея искусств[2][4]
- Брестский областной краеведческий музей[2]
  - Археологический музей «Берестье»[2]
  - Музей «Спасённые художественные ценности»[2]
  - Музей «Каменецкая башня»[2][4]
  - Брестский художественный музей[2]
- Ганцевичский районный краеведческий музей[2][4]
- Дрогичинский военно-исторический музей им. Д.К. Удовикова[2]
- Жабинковский районный историко-краеведческий музей[2]
- Ивацевичский историко-краеведческий музей[2][4]
  - Музейный комплекс «Хованщина»[2][4]
  - Музей-усадьба Тадеуша Костюшко[2][4]
- Кобринский военно-исторический музей им. А. В. Суворова[2][4]
- Лунинецкий районный краеведческий музей[2]
- Мемориальный комплекс «Брестская крепость-герой»[2]
  - Музей обороны Брестской крепости-героя[2]
  - Музей «5 форт»[2]
- Мотольский музей народного творчества[2][4]
  - «Наши корни»[2]
- Музей «Бездежский фартушок»[2][4]
- Музей Белорусского Полесья[2][4]
- Музей «Ружанский дворцовый комплекс Сапегов»[2]
- Музей-усадьба «Пружанский палацик»[2]
- Районный музейный комплекс С.Н. Орды[2]
- Столинский районный краеведческий музей[2][4]
- Музей истории Барановичского отделения Белорусской железной дороги[4]
  - Музей техники Барановичского отделения Белорусской железной дороги[4]
- Брестский железнодорожный музей[5]
- Музей-усадьба А. Мицкевича[4]
- Музей народной медицины[4]
- Музей природы[4]
- Усадьба Немцевичей в Скоках[6]
- Музей истории города Бреста[7]
- Музей «Усадьба полешука XIX в.» в д. Поречье[3]
- Логишинский историко-краеведческий музей[3]
- Музей этнографии в д. Жабчицы[3]
- Литературно-краеведческий музей Я. Коласа в д. Пинковичи[3]
- Литературный музей Е. Янищиц в д. Поречье[3]
- Народный литературный музей А. Блока в д. Лопатин[3]
- Музей боевой славы в д. Ласицк[3]
- Центр гончарства в Городной[3]
- Музей космонавтики в Томашовке